# Meroveo II
Meroveo (... – Thérouanne, 577) è stato un principe franco della dinastia dei merovingi, erede altrono di Neustria tra il 573 ed il 577 che tentò di spodestare il padre, Chilperico I, con l'appoggio della moglie, Brunechilde, regina madre del regno di Austrasia.

## Origini
Era il figlio secondogenito del re dei Franchi Sali del nord dell'Austrasia e poi di Neustria, della dinastia merovingia, Chilperico I e della sua prima moglie, Audovera che il vescovo Gregorio di Tours (536 – 597), menziona senza citare le sue ascendenze. 

## Biografia
Viene citato da Gregorio di Tours come figlio secondogenito di Chilperico e Audovera.
Sempre Gregorio ci informa che, nel 573, durante l'assedio di Tours, Meroveo, con tutta la famiglia, si trovava nella città assediata, ma la morte in battaglia di suo fratello (primogenito) Teodeberto fece sì che, con l'intervento dello zio Gontrano, fu raggiunto un accordo tra suo padre, Chilperico e l'altro zio Sigeberto I, re d'Austrasia, che assediava la città. Meroveo divenne l'erede al trono.
Nel 575, la guerra tra Chilperico I e Sigeberto I riprese e quest'ultimo occupò la Neustria e ne venne acclamato re. Subito dopo venne fatto assassinare da due sicari di Fredegonda.
Dopo la morte di Sigeberto, Chilperico catturò Brunechilde, la moglie di Sigeberto, che però riuscì rocambolescamente a fuggire dalla prigione di Rouen e a riconquistare il suo regno in nome del figlioletto, Childeberto II, di soli cinque anni.
L'anno seguente Meroveo fu inviato, al comando di un esercito, nella zona di Poitiers, poi per Pasqua a Tours e, subito dopo si dirige su Rouen, dove si trovava Brunechilde; dopo averla incontrata, nella primavera del 756, Meroveo, sempre a Rouen, sposò la vedova di suo zio, Sigeberto I, e reggente del regno di Austrasia per conto del figlio Childeberto II, Brunechilde, (Mérida, penisola iberica, circa 543 – Renève, Borgogna, autunno 613), figlia del re dei Visigoti di Spagna, Atanagildo e di Gosvinta dei Balti (?-589).
Venuto a conoscenza del fatto Chilperico, disapprovando il figlio, si recò a Rouen per impedire le nozze, ma al suo arrivo il sacramento era già stato celebrato, per cui dovette partecipare al banchetto di nozze e dopo alcuni giorni tornò a Soissons con Meroveo.
Meroveo, dopo essere tornato a Soissons, appoggiò una rivolta che costrinse Fredegonda e suo fratello Clodoveo a Fuggire dalla città, ma dopo l'intervento di Chlperico gli insorti furono sconfitti e Meroveo fu disarmato e imprigionato.
Meroveo fu tonsurato ed obbligato ad entrare nel monastero di Anille nella zona di Le Mans, ma riuscì a fuggire e a trovare rifugio nella chiesa di San Martino a Tours, e, dopo due mesi, a ricongiungersi con Brunechilde, nascondendosi per sottrarsi ai tentativi del padre di riportarlo a Soissons.
Meroveo si trovava nella zona di Reims, e, per cercare di sottrarsi a Chilperico, si spostò verso nord, nei pressi di Thérouanne, dove fu attirato in un agguato e trovandosi circondato, chiese ad un suo intimo di trafiggerlo con la spada e quando giunse il padre lo trovò morto. Secondo le cronache del vescovo, Mario di Avenches, Meroveo morì nel corso del 578.

## Discendenza
Di Meroveo non si conosce alcuna discendenza.

## Ascendenza
|              |   |          | Genitori                   |  |  | Nonni |  |  | Bisnonni   |  |  | Trisnonni    |  |
|              |   |          |                            |  |  |       |  |  | Clodoveo I |  |  | Childerico I |  |
|              |   |          |                            |  |  |       |  |  | Clodoveo I |  |  | Childerico I |  |
|              |   | Basina   |                            |  |  |       |  |  | Clodoveo I |  |  |              |  |
| Clotario I   |   |          |                            |  |  |       |  |  | Clodoveo I |  |  |              |  |
|              |   | Clotilde | Chilperico II dei Burgundi |  |  |       |  |  |            |  |  |              |  |
|              |   | Clotilde | Chilperico II dei Burgundi |  |  |       |  |  |            |  |  |              |  |
|              |   | Clotilde | …                          |  |  |       |  |  |            |  |  |              |  |
| Chilperico I |   | Clotilde |                            |  |  |       |  |  |            |  |  |              |  |
|              |   | …        | …                          |  |  |       |  |  |            |  |  |              |  |
|              |   | …        | …                          |  |  |       |  |  |            |  |  |              |  |
|              |   | …        | …                          |  |  |       |  |  |            |  |  |              |  |
| Aregonda     |   | …        |                            |  |  |       |  |  |            |  |  |              |  |
|              |   | …        | …                          |  |  |       |  |  |            |  |  |              |  |
|              |   | …        | …                          |  |  |       |  |  |            |  |  |              |  |
|              |   | …        | …                          |  |  |       |  |  |            |  |  |              |  |
| Meroveo II   |   | …        |                            |  |  |       |  |  |            |  |  |              |  |
|              | … | …        |                            |  |  |       |  |  |            |  |  |              |  |
|              | … | …        |                            |  |  |       |  |  |            |  |  |              |  |
|              | … | …        |                            |  |  |       |  |  |            |  |  |              |  |
| …            | … |          |                            |  |  |       |  |  |            |  |  |              |  |
|              |   | …        | …                          |  |  |       |  |  |            |  |  |              |  |
|              |   | …        | …                          |  |  |       |  |  |            |  |  |              |  |
|              |   | …        | …                          |  |  |       |  |  |            |  |  |              |  |
| Audovera     |   | …        |                            |  |  |       |  |  |            |  |  |              |  |
|              |   | …        | …                          |  |  |       |  |  |            |  |  |              |  |
|              |   | …        | …                          |  |  |       |  |  |            |  |  |              |  |
|              |   | …        | …                          |  |  |       |  |  |            |  |  |              |  |
| …            |   | …        |                            |  |  |       |  |  |            |  |  |              |  |
|              |   | …        | …                          |  |  |       |  |  |            |  |  |              |  |
|              |   | …        | …                          |  |  |       |  |  |            |  |  |              |  |
|              |   | …        | …                          |  |  |       |  |  |            |  |  |              |  |
|              |   | …        |                            |  |  |       |  |  |            |  |  |              |  |

### Fonti primarie
- (LA)  Gregorio di Tours, Historia Francorum Testo disponibile su Wikisource.

### Letteratura storiografica
- Christian Pfister, La Gallia sotto i Franchi merovingi. Vicende storiche, in Storia del mondo medievale, Cambridge, Cambridge University Press, 1999,  pp. 688-711.